# Paracestracion
A Paracestracion a porcos halak (Chondrichthyes) osztályának bikafejűcápa-alakúak (Heterodontiformes) rendjébe, ezen belül a bikafejűcápa-félék (Heterodontidae) családjába tartozó fosszilis nem.

## Tudnivalók
A Paracestracion-fajok kövületeit eddig csak Németországban, a késő jura, illetve a kora kréta korokból származó rétegben találták meg.

## Rendszerezés
A nembe az alábbi 5 faj tartozik:
- Paracestracion bellis
- Paracestracion falcifer Koken, 1911 vide Wagner, 1858 - típusfaj
- Paracestracion pectinatus Guinot et al., 2014
- Paracestracion sarstedtensis
- Paracestracion viohli